# Description historique des monnaies frappées sous l'Empire romain
La Description historique des monnaies frappées sous l'Empire romain, communément appelées Médailles impériales (Descrizione storica delle monete battute sotto l'Impero romano, comunemente chiamate medaglie imperiali) è il magnum opus del numismatico francese Henry Cohen, nato ad Amsterdam, che lavorò in Francia, presso il Cabinet des Médailles della Biblioteca nazionale di Francia di Parigi. L'opera trattava della coniazione romana di età imperiale. Redatta in otto volumi, fu pubblicata tra l'anno 1859 e il 1868.
In seguito, l'opera di Henry Cohen è stata sostituita, come testo di riferimento per la monetazione imperiale, dalla serie di volumi costituenti l'opera The Roman Imperial Coinage, edita dal 1923 al 1994.

## Struttura dell'opera
- Tome I: de Pompée à Domitien (67 avant J.-C. à 96 après J.-C.).
- Tome II: de Nerva à Antonin (96 à 161 après J.-C.).
- Tome III: de Marc Aurèle à Albin (161 à 197 après J.-C.).
- Tome IV: de Septime Sévère à Maxime (193 à 238 après J.-C.).
- Tome V: de Gordien Ier à Valérien II (238 à 268 après J.-C.).
- Tome VI: de Postume à Maximien Hercule (c. 258 à 310 après J.-C.).
- Tome VII: de Carausius à Constance II (c. 287-361 après J.-C.).
- Tome VIII: de Népotien à Romulus Augustule (c. 350-475 après J.-C.).
- Tables des empereurs.

## Edizioni
- 1859-1868: Description historique des monnaies frappées sous l'Empire romain, communément appelées Médailles impériales, 8 volumi, (testo on line su Internet Archive)
- 1880-1892: Seconda edizione (testo in linea su Numiswiki)